# Otofuke
Otofuke (japanska: 音更町?, Otofuke-chō) är en landskommun (köping) i Hokkaidō prefektur i Japan.  